# La eterna noche de las doce lunas
La eterna noche de las doce lunas es una película documental colombiana de 2013 dirigida por Priscila Padilla. Narra la historia de Filia Rosa Urania, una niña proveniente de la comunidad indígena wayú en el departamento de la Guajira en Colombia y del ritual ancestral que la obliga a permanecer un año encerrada tras la llegada de su primera menstruación. El documental ganó un premio India Catalina en el Festival Internacional de Cine de Cartagena en 2013 y el galardón al Mejor Documental Latinoamericano en el Festival de Cine Latinoamericano de Toulouse el mismo año.